# Pielinen-Karelen
Pielinen-Karelen (finska:  Pielisen Karjalan seutukunta) är en av ekonomiska regionerna i landskapet Norra Karelen i Finland. Folkmängden i ekonomiska regionen uppgick den 1 januari 2013 till 23 128 invånare, regionens totala areal utgjordes av 6 761 kvadratkilometer och därav utgjordes landytan av 5 819,75  kvadratkilometer.  I Finlands NUTS-indelning representerar regionen nivån LAU 1 (f.d. NUTS 4), och dess nationella kod är 125 . 

## Förteckning över kommuner
Ekonomiska regionen Pielinen Karelen omfattar följande två kommuner: 
- Lieksa stad
- Nurmes stad

Båda kommuners språkliga status är enspråkigt finska.